# 対馬市立豆酘小学校

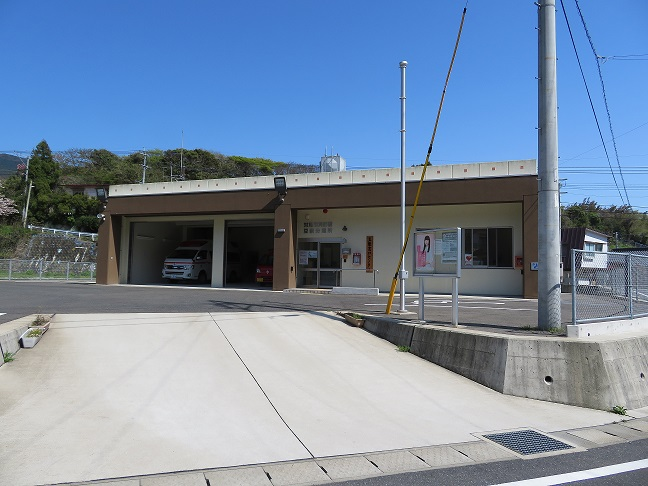
旧校地
（現・対馬市消防暑豆酘分遣所）

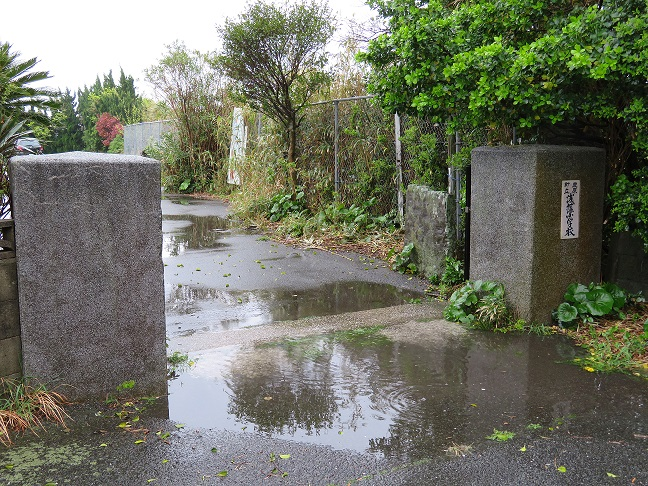
浅藻小学校跡（現・浅藻公園）

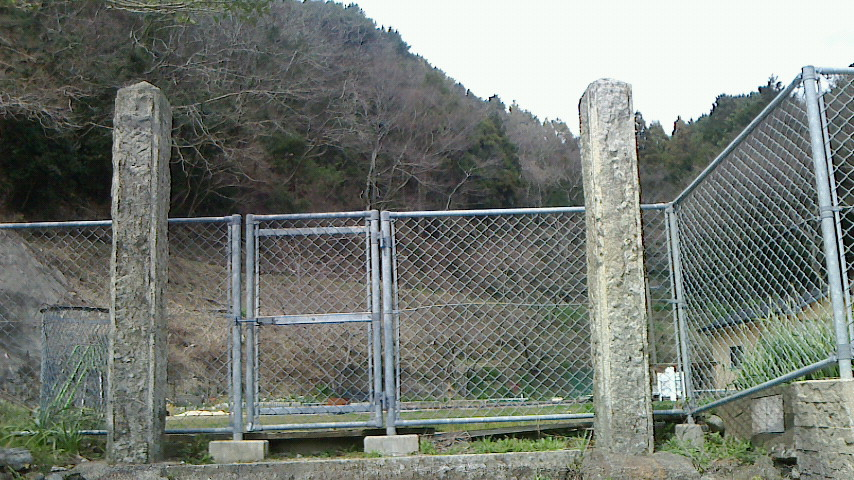
瀬分校跡
（現・対馬市瀬ふれあいセンター）

対馬市立豆酘小学校（つしましりつ つつしょうがっこう, Tsushima City Tsutsu Elementary School）は長崎県対馬市厳原町豆酘にある公立小学校。対馬最南端にある公立の小学校。
2026年（令和8年）3月末をもって閉校し、対馬市立久田小学校に統合される予定である。

## 概要
歴史
1874年（明治7年）に開校した「第五大学区第四中学区豆酘小学校」を前身とする。2024年（令和6年）に創立150周年を迎えた。
校章
中央に校名の略称「豆小」（縦書き）の文字を置いている。
校区
住所表記で対馬市厳原町の後に「豆酘、浅藻（あざも）、豆酘瀬、佐須瀬」の続く地域。中学校区は対馬市立豆酘中学校。

## 沿革
- 1874年（明治7年）6月1日[1] - 豆酘に私塾が開校。間もなく「第五大学区第四中学区豆酘小学校」と改称。
  - 初代指導者は地元の士族鈴木昌光[4]。
  - 小茂田（こもだ）学区[5]久田（くた）部に属する。
  - 久和（くわ）・内院（ないいん）・内山・瀬・久根（くね）[6]・上槻（こうつき）の学校を管理下に置く。
- 1877年（明治10年）- 廃寺・自湛院（現・永泉寺[7]南側）を校地と定める。
- 1879年（明治12年）3月8日 - 小茂田小学校に統合され、「公立中等小茂田小学校豆酘分校」となる。
- 1881年（明治14年）- 学区改正に伴い、小茂田学区から豆酘学区に変更。また小茂田小学校から独立し、「豆酘学区下等豆酘小学校」となる。
- 1886年（明治19年）6月 - 小学校令により、簡易科を設置し、「簡易豆酘小学校」と改称。
- 1891年（明治24年）9月 - 小学校令改正に伴い、「豆酘尋常小学校」と改称。
  - 浅藻分校と瀬分校を設置。後に内山分校を設置。
- 1898年（明治31年）11月 - 天道地に校舎が完成。
- 1899年（明治32年）4月12日 - 高等科を併置し、「豆酘尋常高等小学校」と改称。
- 1912年（明治45年）3月31日 - 3分校を廃止。
  - 瀬分校と内山分校は久田尋常小学校へ移管。
  - 浅藻分校は浅藻尋常小学校として独立。
- 1917年（大正6年）
  - 3月15日 - 新校舎建設のため、旧校舎を解体し、尋常科1～4年生は金剛院[8]を、尋常科5年～高等科2年生までは永泉寺[7]を仮校舎に分散授業を行う。
  - 11月9日 - 現在地に新校舎が完成し、移転。分散授業を解消。
- 1920年（大正9年）9月 - 豆酘実業補習学校を併設。
- 1923年（大正12年）4月7日 - 豆酘実業補習学校において男女青年を対象に夜間授業を行う。
- 1925年（大正14年）7月2日 - 図書室が完成。
- 1926年（大正15年）2月15日 - 豆酘校父兄会が発足。
- 1932年（昭和7年）10月19日 - 併設の実業補習学校を青年訓練認定豆酘実業補習学校とする。
- 1934年（昭和9年）12月6日 - 児童数増加のため増改築を行う。尋常科1年生は豆酘村役場、3・4年生は永泉寺、高等科は金剛院、その他は本校校舎で分散授業を開始。
- 1935年（昭和10年）4月1日 - 青年学校令により、併設の青訓認定豆酘実業補習学校を豆酘青年学校とする。
- 1941年（昭和16年）
  - 4月1日 - 国民学校令により、「豆酘村豆酘国民学校」に改称。尋常科を初等科に改称。
  - 5月3日 - 保護者会が発足。
- 1945年（昭和20年）
  - 5月12日 - 校舎が軍部隊駐屯に使用されることになり、児童を疎開させ、神社や海岸・林間で分散授業を行う。
  - 11月20日 - アメリカ軍ラッセル少佐の命により、校舎内から旧軍部隊の物資が旧・いだりごう兵舎に運び出され、校舎が復旧する。
- 1946年（昭和21年）5月27日 - 旧・いだりごう兵舎を高等科が使用開始。
- 1947年（昭和22年）4月1日 - 学制改革（六・三制）の実施。
  - 旧・国民学校初等科を改組し、「豆酘村立豆酘小学校」とする。
  - 旧・国民学校高等科を改組し、豆酘村立豆酘中学校（新制中学校）とし、小学校に併設する。
- 1948年（昭和23年）5月26日 - 保護者会が解散し、育友会（PTA）が発足。
- 1956年（昭和31年）
  - 4月1日 - 豆酘中学校の新校舎が完成し、移転。併設を解消。
  - 9月30日 - 豆酘村の厳原町編入[9]に伴い、「厳原町立豆酘小学校」に改称。
- 1957年（昭和32年）2月24日 - 新校舎建設（第一期工事）に着工。
- 1961年（昭和36年）4月10日 - 新校舎（第二期工事）が完成。
- 1962年（昭和37年）4月1日 - 厳原町立久田小学校から瀬分校が移管される。（1912年（明治45年）に久田小学校に移管して以来、50年ぶりに豆酘小学校に復帰。）
- 1967年（昭和42年）10月23日 - 準給食から完全給食となる。
- 1968年（昭和43年）5月1日 - 厳原町立豆酘幼稚園を併設。
- 1972年（昭和47年）2月15日 - 校旗を制定。
- 2000年（平成12年）
  - 3月31日 - 厳原町立浅藻小学校（北緯34度6分27.9秒 東経129度12分31.9秒 / 北緯34.107750度 東経129.208861度）を統合。
  - この年 - 現在地（豆酘中学校の旧校地）に新校舎が完成し、移転を完了[10]。
- 2004年（平成16年）3月1日 - 市町村合併に伴い、「対馬市立豆酘小学校」（現校名）に改称。
- 2008年（平成20年）3月31日 - 瀬分校（北緯34度8分58.8秒 東経129度11分7.01秒 / 北緯34.149667度 東経129.1852806度）を廃止し、本校に統合。
- 2011年（平成23年）3月31日 - 対馬市立豆酘幼稚園が閉園。
- 2025年（令和7年）3月31日 - 対馬市豆酘学校給食共同調理場が閉鎖され、厳原学校給食共同調理場からの配送に変更となる。
- 2026年（令和8年）3月31日 - 対馬市立久田小学校への統合により、閉校（予定）。151年の歴史に幕を下ろす（予定）。なお、同時に対馬市立豆酘中学校も対馬市立久田中学校への統合により、閉校となる（予定）。[2]。

## アクセス
最寄りのバス停
- 対馬交通 「豆酘」バス停

最寄りの国道・県道
- 長崎県道24号厳原豆酘美津島線

## 周辺
学校・文化施設
- 対馬市立豆酘中学校
- 豆酘地区公民館

金融機関・郵便局
- 豆酘郵便局